# Мария Манева
Мария Манева е културен и обществен деятел със значим принос в развитието на културата във Велико Търново и окръга през 70-те и 80-те години на XX век.

## Биография
Мария Стефанова Манева (по баща Величкова) е родена на 13 август 1929 г. в с. Вълчовци, Еленска околия, което през 1975 г. е включено в кметство с. Майско. Баща ѝ е Стефан Величков, а майка ѝ – Ана Величкова. Има брат Велчо и сестра Цветанка. Гимназиалното си образование завършва в Елена.
Избрана е за секретар на Окръжния комитет на ДНСМ (1951 – 1958), работи като инструктор в Околийския съвет на жените в Елена, сътрудничка по въпросите на образованието и културата в ГК на БКП – Велико Търново (1959 – 1963), председател на ГК на ОФ (1963 – 1967). Член е на БКП от 1954 г. Инициатор и организатор през 1954 г. на първия в страната Окръжен пионерски събор, провел се в с. Балван, Великотърновско, а 5 години по-късно – във Велико Търново на Царевец.
През 1967 г. завършва задочно „Педагогика“ с втора специалност „История“ в Софийския университет „Св. Климент Охридски“. Секретар на ИК на Окръжния народен съвет с ресор „Култура и образование“ (1967 – 1977), а от 1977 г. до пенсионирането си през 1986 г. е председател на Окръжния съвет за култура във Велико Търново.
Мария Манева се пенсионира на 55-годишна възраст през 1986 г. През 1989 г. предава документи в Държавен архив – Велико Търново.
Умира на 15 ноември 2008 г., на 79 години, от сърдечна недостатъчност. Погребана е в гробищен парк – Велико Търново.

## Културна и творческа дейност
Мария Манева има големи заслуги за реализирането на програмата по честването на 800-годишнината от въстанието на Асен и Петър във Велико Търново и построяването или реставрирането на знакови обекти в края на 70-те и до средата на 80-те години на XX век.
Под нейно ръководство се осъществяват проектът „Паметникът на Асеневци“ и аудио-визуалният спектакъл „Звук и светлина“. Има заслуга и за провеждането на националния театрален преглед „Поглед към вековете“. Първият е през 1975 г. Идеята е стара, на Константин Кисимов, но я реализира Мария Манева, патрон е Людмила Живкова.
„Сцена на вековете“ (1985 г.) – тя убеждава Пламен Карталов да направи постановките си под открито небе на Царевец По времето, когато тя е начело на Окръжния съвет за култура във Велико Търново, се извършва и преустройството на Художествената галерия „Борис Денев“ на Боруна. В периода 1981 – 1985 г. в рамките на „Поглед към вековете“ под нейно ръководство се организират национални изложби на художници от цялата страна.
Другите големи обекти, за които тя е съдействала и отблизо е следила изпълнението са: изграждането на новото крило на Изложбени зали „Рафаел Михайлов“, Къща-музей на Емилиян Станев , сегашният облик на Самоводската чаршия, реставрирането на църквите „Св. Димитър“ и „Св. св. Петър и Павел“ във Велико Търново и арбанашките „Рождество Христово“ и „Св. Архангели Михаил и Гавраил“, стенописването на Патриаршеската църква „Възнесение Христово“ на Царевец, реставрирането и укрепването на Конака, строен от Колю Фичето.
Манева е пряко заета и с организацията на „Мелодия на годината“. Член е на редакционната колегия на брой I на литературния алманах „Янтра“, излязъл през 1980 г. Изпълнява и дългосрочна програма за естетическото възпитание и довеждане на „голямата“ култура и нейните дейци до малките населени места в окръга.
Емблематично е приятелството на Мария и Илия Маневи с Емилиян Станев и съпругата му Надежда Станева, още от 1964 г. През 1990 г. те издават книга със спомени за многобройните им срещи и разговори „Аз съм тук“.

## Организационна работа в спорта
Мария Манева е начело на организационния комитет по създаването през 1975 г. и провеждането на международния турнир по художествена гимнастика „Огърлицата на Десислава“. В първото му издание тя връчва наградата на победителката Красимира Филипова в качеството си на секретар на изпълнителния комитет на Окръжния народен съвет и председател на Окръжната секция по художествена гимнастика..

## Семейство
През 1955 г. Манева се омъжва за Илия Манев – икономист по образование, който после се отдава на журналистиката и дълги години работи във в. „Борба“. Имат син Тихомир.

## Награди
Тя е включена в книгата „Аз съм“ за стоте най-вдъхновяващи жени в света, издадена от Зонта Интернешънъл през 2019 г.  Активната ѝ обществена дейност е отразена още в седемтомната Енциклопедия „България“, издадена от БАН в периода 1978 – 1996 г.
Мария Манева е удостоена със званието „Заслужил деятел на културата“ за цялостната си дейност в областта на културата през 1981 г.
За активната си служебна и обществена дейност тя е награждавана многократно с ордени и юбилейни медали от Президиума на НС, Държавния съвет, Министерството на отбраната, почетни златни и сребърни значки, грамоти, дипломи и др.